# Etienne Schneider
Pour les articles homonymes, voir Schneider.
Etienne Schneider, né le 29 janvier 1971 à Dudelange (Luxembourg), est un homme politique luxembourgeois, membre du Parti ouvrier socialiste luxembourgeois (LSAP).

## Biographie

### Situation personnelle

#### Formation
Etienne Schneider fait ses études secondaires au lycée technique Nic-Biever (lb) à Dudelange puis au lycée technique d'Esch-sur-Alzette (lb) (LTE) avant de poursuivre ses études supérieures à l'Institut catholique des hautes études commerciales (ICHEC) à Bruxelles et à l'université de Greenwich à Londres où il obtient une licence de sciences commerciales et financières en 1995.

#### Vie privée
Etienne Schneider est marié à Jérôme Domange depuis le 2 novembre 2016.

### Carrière professionnelle
De 1995 à 1996, Etienne Schneider est assistant scientifique au Parlement européen à Bruxelles. De 1996 à 1997, il exerce le métier d'économiste et assiste le groupe du Parti ouvrier socialiste luxembourgeois à la Chambre des députés. En 1997, il est chargé de mission auprès de l'Organisation du traité de l'Atlantique nord (OTAN) à Bruxelles. En 2004, Etienne Schneider devient conseiller de gouvernement au ministère de l'Économie et du Commerce extérieur, principalement chargé des Directions de l'énergie, du commerce électronique et de la sécurité informatique. En 2009, il devient premier conseiller de gouvernement ayant dans ses compétences les Directions du développement économique, des infrastructures et de l'énergie au ministère de l'Économie et du Commerce extérieur. En 2011, il est chargé de la Direction générale du développement économique, de l'industrie et des entreprises.
Etienne Schneider siège au conseil d'administration de plusieurs sociétés. En 2005, il est le président et administrateur délégué auprès de la Société électrique de l'Our (SEO). Président du conseil d'administration de la Compagnie grand-ducale d'électricité du Luxembourg (Cegedel) de 2004 à 2012, il mène les négociations pour la création de la société Enovos en 2010 avant de diriger les sociétés Enovos International SA et Enovos Deutschland AG. En outre, il devient président de la société de réseaux Creos et administrateur délégué de celle-ci en 2010. Fin 2010, il est chargé de la vice-présidence de la Société nationale de crédit et d'investissement (SNCI). Etienne Schneider démissionne de l'ensemble de ces fonctions lors de son entrée au gouvernement en février 2012.
En juillet 2020, quelques mois après avoir démissionné du gouvernement, il est élu au conseil d'administration de Sistema, un conglomérat d'origine russe notamment propriétaire de la East-West United Bank qui siège à Luxembourg. Il rejoint l'homme politique luxembourgeois Jeannot Krecké, également membre du conseil d'administration depuis huit ans.

### Parcours politique

#### Politique locale
Membre du LSAP depuis 1991, Etienne Schneider est membre du conseil communal de Kayl de 1995 à 2005. À la suite des élections communales de 2005, il est élu premier échevin jusqu'en 2010.

#### Politique nationale
De 1997 à 2004, il est secrétaire général du groupe du LSAP au Parlement. Etienne Schneider est nommé ministre de l'Économie et du Commerce extérieur dans le gouvernement de coalition entre le Parti populaire chrétien-social (CSV) et le Parti ouvrier socialiste luxembourgeois (LSAP) en février 2012. Peu de temps après les élections législatives anticipées du 20 octobre 2013, Etienne Schneider est nommé vice-Premier ministre, ministre de l'Économie, ministre de la Sécurité intérieure, ministre de la Défense en date du 4 décembre 2013 dans le gouvernement de coalition entre le Parti démocratique (DP), le LSAP et Les Verts (déi Gréng).

#### Arrêt de la politique
Le 23 décembre 2019, lors d'une conférence de presse, Etienne Schneider indique qu'il démissionnerai de toute fonction politique à compter du 4 février 2020. Le 4 février 2020, Etienne Schneider démissionne de l'ensemble de ses fonctions politiques. Dan Kersch est désigné pour lui succéder en tant que vice-Premier ministre et Franz Fayot récupère le portefeuille de l'Économie,. 
Bien qu'il se soit retiré de la vie politique, Etienne Schneider fait l'objet d'une polémique concernant le financement d'un satellite militaire appelé Luxeosys. Il aurait alors menti aux parlementaires sur son coût, la facture passant de 170 millions à l'origine à 350 millions d'euros à l'arrivée. Il est notamment auditionné par la commission du Contrôle budgétaire à la Chambre le 30 juin 2020.